# Cañada Verde, Mexiko
Cañada Verde är en ort i Mexiko.   Den ligger i kommunen Tijuana och delstaten Baja California, i den nordvästra delen av landet, 2 300 km nordväst om huvudstaden Mexico City. Cañada Verde ligger 271 meter över havet och antalet invånare är 197.
Terrängen runt Cañada Verde är kuperad. Runt Cañada Verde är det ganska glesbefolkat, med 22 invånare per kvadratkilometer. Närmaste större samhälle är Tecate, 12,7 km nordost om Cañada Verde. Omgivningarna runt Cañada Verde är i huvudsak ett öppet busklandskap.